# Africa Movie Academy Award de la meilleure bande originale
Africa Movie Academy Award de la meilleure bande originale est un mérite annuel décerné par l'Africa Film Academy pour récompenser la meilleure utilisation de la musique dans un film pour l'année.

## Historique
Il a été présenté dans la 1ère édition en tant que meilleure partition musicale. Dans les 3e, 5e et 6e éditions, il a été renommé Meilleure bande originale. Il a été connu comme la meilleure musique dans la 4e édition.
Lors de la 7e édition, il s'appelait Meilleure bande originale. Depuis la 8e édition, il s'appelle Achievement in Soundtrack.
| Meilleure bande originale | Meilleure bande originale        | Meilleure bande originale                   | Meilleure bande originale | Meilleure bande originale |
| Année                     | Film                             | Pays                                        | Recipiendaire             | Resultat                  |
| ------------------------- | -------------------------------- | ------------------------------------------- | ------------------------- | ------------------------- |
| 2005                      | Osuofia in London                | Drapeau du Nigeria                          |                           | Lauréat                   |
| 2005                      | Ori                              |                                             |                           | Nomination                |
| 2005                      | Aziza                            |                                             |                           | Nomination                |
| 2005                      | Games Women Play                 |                                             |                           | Nomination                |
| 2006                      | Sofia                            | Drapeau du Burkina Faso                     |                           | Lauréat                   |
| 2006                      | Behind Closed Doors              |                                             |                           | Nomination                |
| 2006                      | Secret Adventure                 |                                             |                           | Nomination                |
| 2006                      | Arrou                            |                                             |                           | Nomination                |
| 2006                      | Tanyaradzwa                      |                                             |                           | Nomination                |
| 2007                      | Iwalewa                          | Drapeau du Nigeria                          |                           | Lauréat                   |
| 2007                      | Sitanda                          |                                             |                           | Nomination                |
| 2007                      | Bunny Chow                       |                                             |                           | Nomination                |
| 2008                      | Mirror of Beauty                 | Drapeau du Nigeria                          |                           | Lauréat                   |
| 2008                      | White Waters                     |                                             |                           | Nomination                |
| 2008                      | Cash Money                       |                                             |                           | Nomination                |
| 2008                      | Run Baby Run                     |                                             |                           | Nomination                |
| 2008                      | Black Friday                     |                                             |                           | Nomination                |
| 2009                      | From a Whisper                   | Drapeau du Kenya                            |                           | Lauréat                   |
| 2009                      | Arugba                           |                                             |                           | Nomination                |
| 2009                      | Agony of the Christ              |                                             |                           | Nomination                |
| 2009                      | Jenifa                           |                                             |                           | Nomination                |
| 2009                      | Beautiful Soul                   |                                             |                           | Nomination                |
| 2010                      | A Sting in a Tale                | Drapeau du Ghana                            |                           | Lauréat                   |
| 2010                      | Seasons of a Life                |                                             |                           | Nomination                |
| 2010                      | Imani                            |                                             |                           | Nomination                |
| 2010                      | The Child                        |                                             |                           | Nomination                |
| 2010                      | The Figurine                     |                                             |                           | Nomination                |
| 2011                      | Inale                            | Drapeau du Nigeria                          |                           | Lauréat                   |
| 2011                      | Viva Riva!                       |                                             |                           | Nomination                |
| 2011                      | Africa United                    |                                             |                           | Nomination                |
| 2011                      | Izulu lami                       |                                             |                           | Nomination                |
| 2011                      | A Small Town Called Descent      |                                             |                           | Nomination                |
| 2012                      | Alero’s Symphony                 | Drapeau du Nigeria                          | Faze                      | Lauréat                   |
| 2012                      | Otelo Burning                    |                                             |                           | Nomination                |
| 2012                      | Adesuwa                          |                                             |                           | Nomination                |
| 2012                      | How to Steal 2 Million           |                                             |                           | Nomination                |
| 2012                      | Somewhere in Africa              |                                             |                           | Nomination                |
| 2013                      | The Last Fishing Boat            | Drapeau du Malawi                           |                           | Lauréat                   |
| 2013                      | Journey to Self                  |                                             |                           | Nomination                |
| 2013                      | Okoro The Prince                 |                                             |                           | Nomination                |
| 2013                      | Hoodrush                         |                                             |                           | Nomination                |
| 2013                      | Nairobi Half Life                |                                             |                           | Nomination                |
| 2013                      | The Twin Sword                   |                                             |                           | Nomination                |
| 2014                      | Onye Ozi                         | Drapeau du Nigeria · Drapeau du Royaume-Uni |                           | Lauréat                   |
| 2014                      | Once Upon a Road Trip            |                                             |                           | Nomination                |
| 2014                      | Felix                            |                                             |                           | Nomination                |
| 2014                      | Of Good Report                   |                                             |                           | Nomination                |
| 2014                      | Potomanto                        |                                             |                           | Nomination                |
| 2015                      | Triangle Going To America        |                                             |                           | Lauréat                   |
| 2015                      | A Place in the Stars             |                                             |                           | Nomination                |
| 2015                      | Iyore                            |                                             |                           | Nomination                |
| 2015                      | Njinga: Queen Of Angola          |                                             |                           | Nomination                |
| 2015                      | Timbuktu                         |                                             |                           | Nomination                |
| 2016                      | O-Tow                            |                                             |                           | Lauréat                   |
| 2016                      | Tell Me Sweet Something          |                                             |                           | Nomination                |
| 2016                      | The Cursed Ones                  |                                             |                           | Nomination                |
| 2016                      | Hear Me Move                     |                                             |                           | Nomination                |
| 2016                      | Le Pagne                         |                                             |                           | Nomination                |
| 2017                      | Félicité                         |                                             |                           | Lauréat                   |
| 2017                      | Vaya                             |                                             |                           | Nomination                |
| 2017                      | 93 Days                          |                                             |                           | Nomination                |
| 2017                      | A Mile in My Shoes               |                                             |                           | Nomination                |
| 2017                      | 76                               |                                             |                           | Nomination                |
| 2017                      | While We Live                    |                                             |                           | Nomination                |
| 2018                      | Hotel Called Memory              |                                             |                           | Lauréat                   |
| 2018                      | The Road To Sunshine             |                                             |                           | Nomination                |
| 2018                      | Tatu                             |                                             |                           | Nomination                |
| 2018                      | Isoken                           |                                             |                           | Nomination                |
| 2018                      | Siembamba                        |                                             |                           | Nomination                |
| 2019                      | Mabata Bata                      |                                             |                           | Lauréat                   |
| 2019                      | Subira                           |                                             |                           | Nomination                |
| 2019                      | Farewell Ella Bella              |                                             |                           | Nomination                |
| 2019                      | Redemption                       |                                             |                           | Nomination                |
| 2019                      | The Delivery Boy                 |                                             |                           | Nomination                |
| 2019                      | Lara and the Beat                |                                             |                           | Nomination                |
| 2019                      | Sew the Winter to My Skin        |                                             |                           | Nomination                |
| 2019                      | The Mercy of the Jungle          |                                             |                           | Nomination                |
| 2020                      | Gold Coast Lounge                |                                             |                           | Lauréat                   |
| 2020                      | The Fisherman’s Diary            |                                             |                           | Nomination                |
| 2020                      | Coming from Insanity             |                                             |                           | Nomination                |
| 2020                      | Zulu Wedding                     |                                             |                           | Nomination                |
| 2020                      | For Maria: Ebun Pataki           |                                             |                           | Nomination                |
| 2020                      | Walking with Shadows             |                                             |                           | Nomination                |
| 2020                      | Living in Bondage: Breaking Free |                                             |                           | Nomination                |
| 2020                      | Mirage                           |                                             |                           | Nomination                |
| 2021                      | The Citation                     |                                             |                           | En attente                |
| 2021                      | Nyara (The Kidnapper)            |                                             |                           | En attente                |
| 2021                      | The Gravedigger’s Wife           |                                             |                           | En attente                |
| 2021                      | This Lady Called Life            |                                             |                           | En attente                |
| 2021                      | Hotel on the Koppies             |                                             |                           | En attente                |